# Гана Андронікова
Га́на Андро́нікова (чеськ. Hana Andronikova; нар. 9 вересня 1967, Злін — пом. 20 грудня 2011, Прага) — чеська письменниця, лауреат премії «Magnesia Litera» (2002).

## Життєпис
У 1986 році Ганна Андронікова закінчила гімназію у місті Ґотвальдов (нині Злін). 1992 року закінчила філософський факультет Карлового університету у Празі (спеціальності «англістика» та «богемістика»), працювала у чеських та закордонних комерційних фірмах.
З 1999 року займалася виключно літературною діяльністю.
За дебютний роман «Звук сонячного годинника» (Zvuk slunečních hodin) у 2001 році отримала Літературну премію чеського «Книжкового клубу», а у 2002 році премію «Magnesia Litera», категорія «відкриття року».
Ганна Андронікова померла від раку 20 грудня 2011 року в Празі.